# 广上瑠依
广上瑠依（日语：／ Hirokami Rui，2002年7月26日—），日本女子羽毛球運動員。富山縣高岡市出生，畢業於猪苗代町立猪苗代中学校、福岛县立双叶未来学园高等学校，2021年加入再春馆制药所，並為再春馆制药所羽毛球隊的成員，隊員編號為3號。2025年3月，轉隊至YONEX羽球部。

## 簡歷
2022年7月，广上瑠依出戰台北羽球公开赛，与加藤佑奈获得女子双打亚军。

## 主要比賽成績
只列出曾進入準決賽的國際賽事成績：
| 年份   | 賽事                   | 公開賽級別 | 項目     | 拍檔     | 成績   |
| ------ | ---------------------- | ---------- | -------- | -------- | ------ |
| 2019年 | 世界青年羽毛球錦標賽   | 其他       | 混合團體 | －       | 季軍   |
| 2022年 | 亞洲羽毛球團體錦標賽   | 其他       | 女子團體 | －       | 季軍   |
| 2022年 | 斯洛伐克羽毛球公開賽   | 未來系列賽 | 女子雙打 | 加藤佑奈 | 準決賽 |
| 2022年 | 墨西哥羽毛球國際挑戰賽 | 國際挑戰賽 | 女子雙打 | 加藤佑奈 | 冠軍   |
| 2022年 | 台北羽毛球公開賽       | 超級300賽  | 女子雙打 | 加藤佑奈 | 亞軍   |
| 2022年 | 比利時羽毛球國際賽     | 國際挑戰賽 | 女子雙打 | 加藤佑奈 | 冠軍   |
| 2022年 | 加拿大羽毛球公開賽     | 超級100賽  | 女子雙打 | 加藤佑奈 | 亞軍   |
| 2022年 | 印尼瑪琅羽毛球大師賽   | 超級100賽  | 女子雙打 | 加藤佑奈 | 冠軍   |
| 2023年 | 韓國羽毛球大師賽       | 超級300賽  | 女子雙打 | 加藤佑奈 | 亞軍   |
| 2024年 | 奧爾良羽毛球大師賽     | 超級300賽  | 女子雙打 | 加藤佑奈 | 亞軍   |
| 2024年 | 美國羽球公開賽         | 超級300賽  | 女子雙打 | 加藤佑奈 | 準決賽 |
| 2025年 | 臺北羽毛球公開賽       | 超級300賽  | 女子雙打 | 保原彩夏 | 準決賽 |
| 2025年 | 泰國羽毛球公開賽       | 超級500賽  | 女子雙打 | 保原彩夏 | 準決賽 |

| 2018-2026年 | 總決賽 | 超級1000賽 | 超級750賽 | 超級500賽 | 超級300賽 | 超級100賽 | 國際挑戰賽 | 國際系列賽 | 未來系列賽 | 其他 |